# Levan Berianidze
Levan Berianidze (in georgiano ლევან ბერიანიძე?, in armeno Լևան Բերիանիձե?; Tbilisi, 10 ottobre 1990) è un lottatore georgiano naturalizzato armeno, specializzato nella lotta libera.

## Biografia
Ha rappresentato l'Armenia ai Giochi olimpici estivi di Rio de Janeiro 2016.

## Palmarès

### Mondiali
- 2 medaglie:
  - 2 bronzi (Mosca 2010 nei 120 kg[1]; Parigi 2017 nei 125 kg[2])

### Europei
- 1 medaglia:
  - 1 bronzo (Novi Sad 2017 nei 125 kg[2])